# آزمون (فیلم ۲۰۰۶)
آزمون (به انگلیسی: The Exam)، (به ترکی استانبولی: Sınav) یک فیلم کمدی-درام محصول سال ۲۰۰۶ سینمای ترکیه به کارگردانی اومر فاروک سوراک است که دربارهٔ پنج دانش آموز دبیرستانی ترکیه‌ای است که برای شرکت در آزمون ورودی دانشگاه آماده می‌شوند و از خدمات یک دزد حرفه‌ای لعنتی، برای سرقت اوراق بنام چارلز با بازی ژان-کلود ون دام استفاده می‌کنند. این فیلم در ۲۰ اکتبر ۲۰۰۶ در سراسر ترکیه اکران عمومی شد.

## بازیگران
- یاغمور آتاکان … سینان
- اسماعیل هاکیوغلو … مرت
- رؤیا اونال … گامزه
- طوبا بویوک‌اوستون … زینب ارز
- کانر اوزورتلو … کان
- کانر اوزورتلو (Almancı Sedat)
- وولکان دمیروک (Uluç)
- گون کیراک (Rafet 69)
- آلتان ارککلی (Almancı Sedat)
- ایتیر اسن (Anna)
- اوکان بایولگن (Levent)
- هیمیرا (Ms. Fatma)
- ژان کلود ون دم .. چارلز